# Arco (musica)

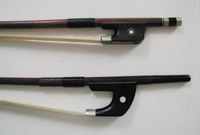
Modello francese e tedesco di arco per contrabbasso.

L'arco o archetto è il componente degli strumenti ad arco che produce il suono per sfregamento delle corde, grazie a un fascio di crini impregnato di pece e mantenuto in tensione da una bacchetta di legno curvato a caldo.

## Materiali e costruzione

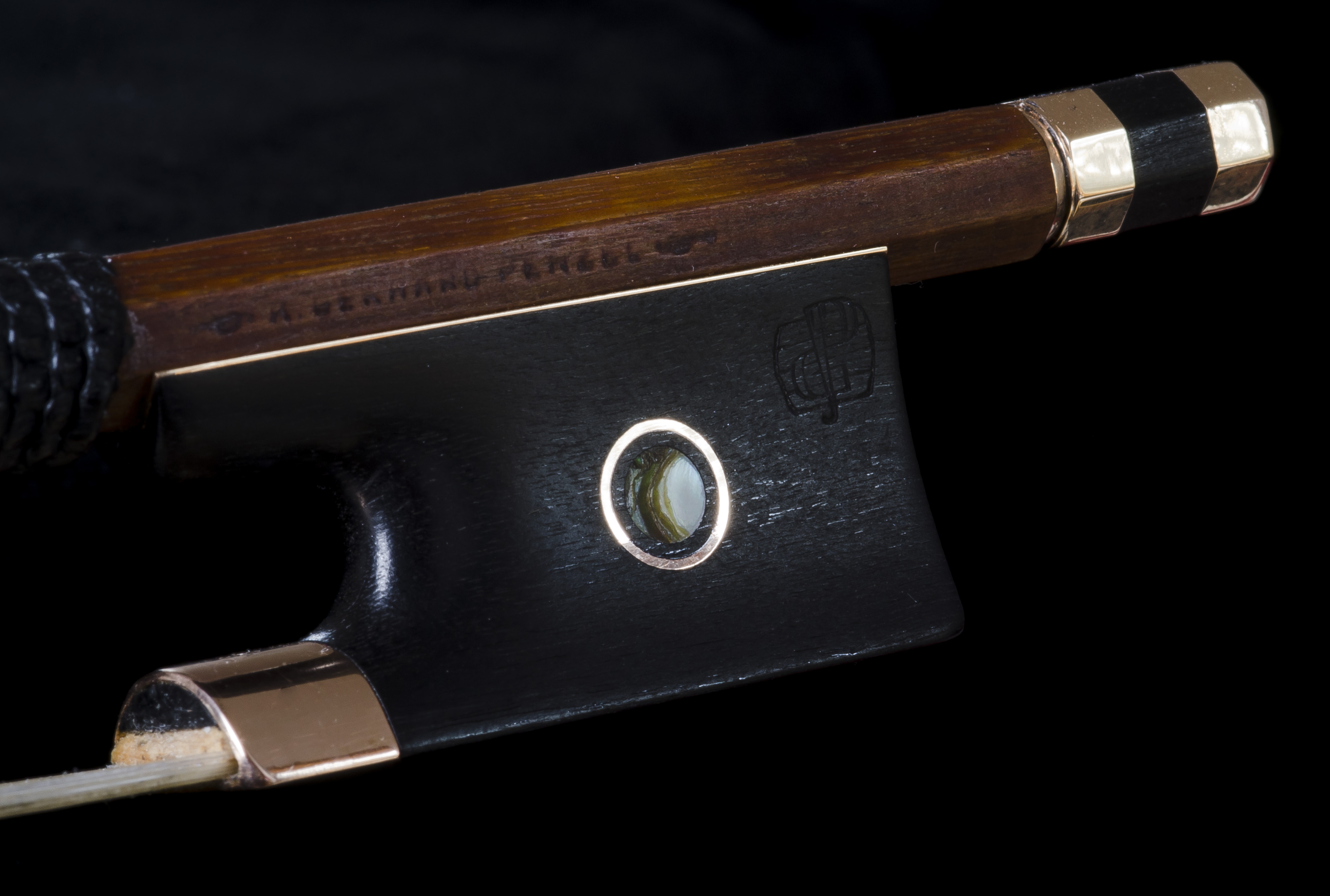
Tallone di un arco per violino (K. Gerhard Penzel)

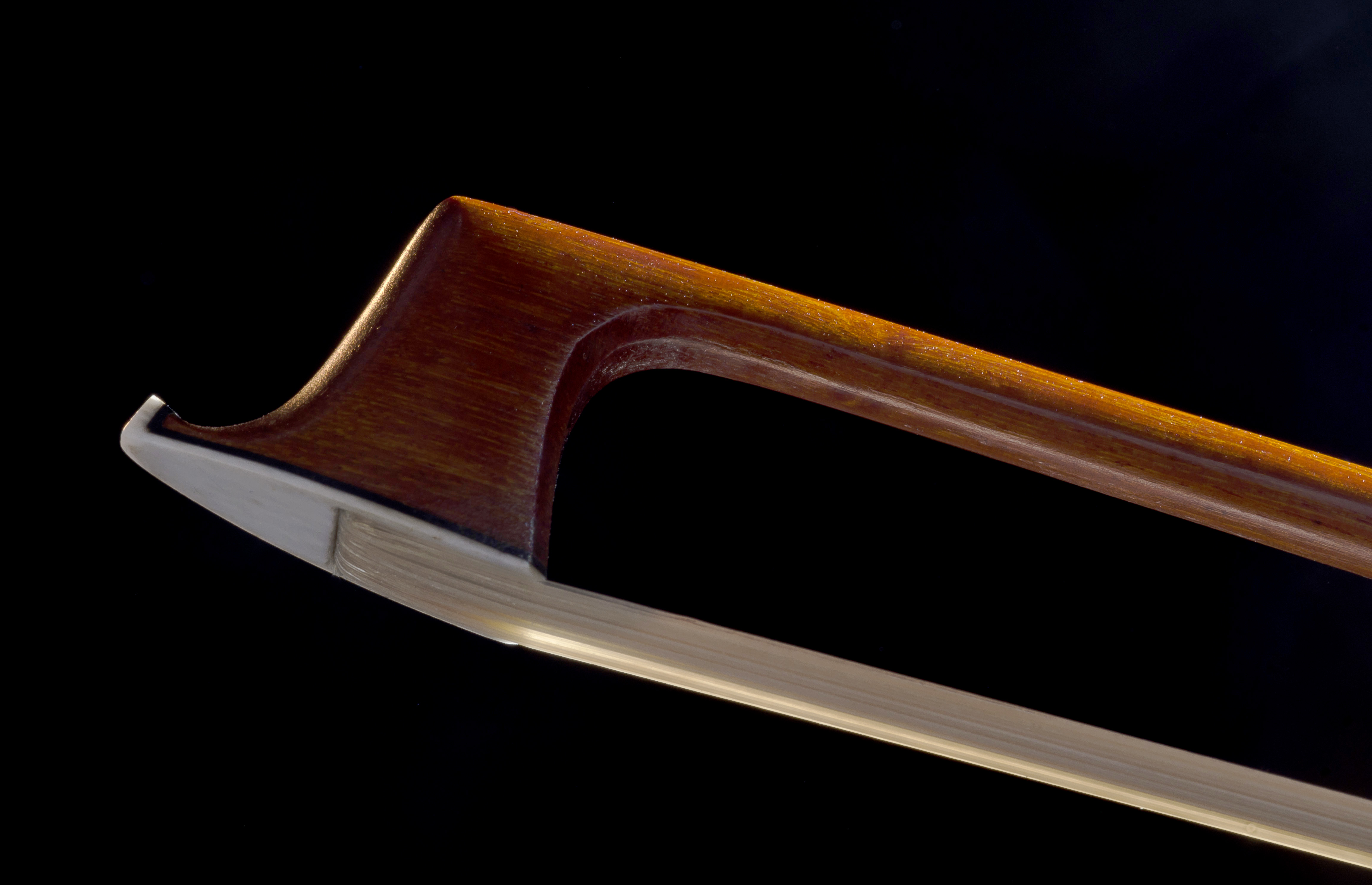
Testa di un arco per violino (K. Gerhard Penzel)

Nel corso della storia sono stati utilizzati vari tipi di legno per costruire le bacchette. Nel medioevo si impiegavano legni autoctoni, nel Seicento si è affermato l'uso di legni tropicali che offrono caratteristiche meccaniche decisamente superiori al legname europeo, dapprima legno serpente e legno ferro, gradualmente sostituiti nel secolo successivo dal pernambuco. Per gli archi economici e di scarsa qualità si utilizza spesso il legno brasiliano. Il pernambuco e il legno Brasile derivano dalla stessa specie di albero (Caesalpinia sappan L, o legno sappan, originario dell'Asia; Caesalpinia echinata, o legno pernambuco, originario del Brasile), il pernambuco viene ricavato dalla parte centrale dell'albero ed è molto più scuro (il legno brasiliano viene colorato di scuro per renderlo simile). Il pernambuco è un legno pesante, resinoso e molto elastico, presenta inoltre una grande velocità nella propagazione del suono.
Da qualche tempo, vengono anche costruite bacchette con materiali sintetici come vetroresina e fibra di carbonio (o in legno con un'anima in fibra di carbonio). Il risultato è un arco teoricamente meno soggetto ad usura e molto leggero e con un miglior rapporto qualità-prezzo in particolare per gli archi in fibra di carbonio, inoltre sembra essersi trovato il corretto equilibrio con archi misti sia in carboni che legno Brasile. Tuttavia i prezzi degli "archi misti" decisamente alti li riportano nella fascia di prezzo per strumenti professionali.
Sono stati utilizzati anche vari altri materiali come il titanio, l'alluminio, l'argento e l'oro.

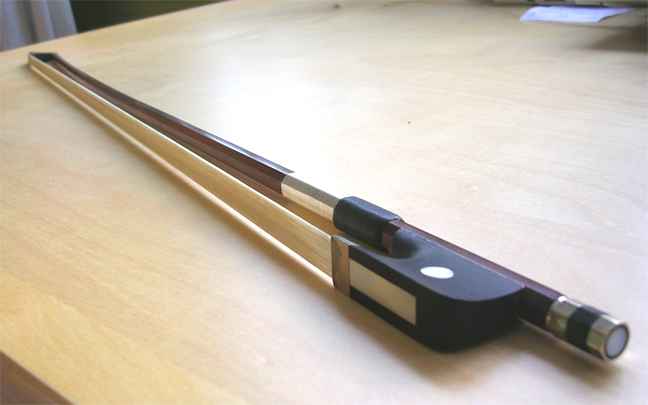
Arco per violoncello.

Agli estremi dell'arco (testa e tallone) viene fissato un fascio di crini di cavallo mediante un'operazione detta "incrinatura": si tratta di «una operazione piuttosto complessa e delicata che richiede notevole esperienza. Per una buona incrinatura si debbono usare crini di coda di cavallo maschio (quelli di cavalla sono deboli, grassi, giallastri e indeboliti dall'urina)». Decisamente insoddisfacente è risultato l'impiego di crini sintetici. Il fascio di crine viene tenuto teso dall'elasticità del legno e da un meccanismo a vite che muove il "nasetto" (parte dove l'arco viene impugnato, generalmente realizzata in ebano, talvolta in avorio, tartaruga ed altri materiali ricercati, con intarsi e finiture in madreperla, argento o oro). Il "nasetto" viene a volte erroneamente chiamato "tallone", mentre "tallone" è tutta la parte finale, compresi "vite madre", "vite" e "capezzolo". Taluni chiamano impropriamente "nasetto" la punta dell'archetto, parte della "testa" realizzata generalmente in avorio.
Ognuno degli strumenti ad arco dell'orchestra sinfonica moderna prevede l'uso di un apposito arco. Progredendo nella dimensione dello strumento, dal violino fino al contrabbasso, l'arco diviene più corto, la bacchetta più grossa e più spessi e numerosi i crini.
I crini vengono fatti strisciare sulle corde dello strumento per produrre il suono; per aumentare l'attrito sulle corde, il crine deve essere frequentemente trattato con la pece, una sostanza ottenuta dalla distillazione di resine vegetali, detta comunemente pece greca o resina, che di solito si applica ogni volta che lo strumento viene suonato.

## Storia

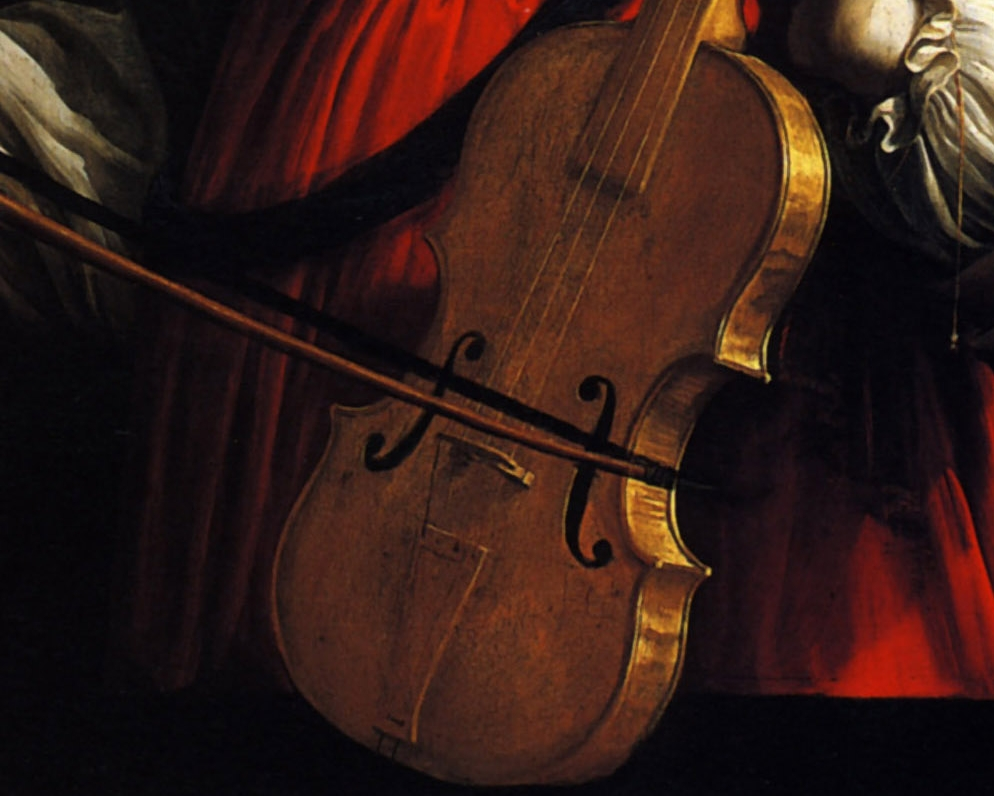
Dettaglio della punta dell'arco della Santa Cecilia di Guido Reni (1606).

L'arco degli strumenti medievali e rinascimentali era spesso corto, molto semplice e di forma effettivamente convessa (da qui il suo nome) in quanto non veniva effettuata la curvatura a caldo. I crini avevano una tensione fissa e venivano fissati in alto direttamente alla bacchetta. Nel XVI secolo gradualmente si cominciano a costruire le punte, nelle quali venivano alloggiati i crini. Con il progredire della tecnica esecutiva, in particolare del violino, è divenuto più lungo e più piatto (arco tardobarocco e tartiniano) fino a prendere la sua attuale forma, leggermente concava (arco classico ed ottocentesco), in ragione della curvatura.

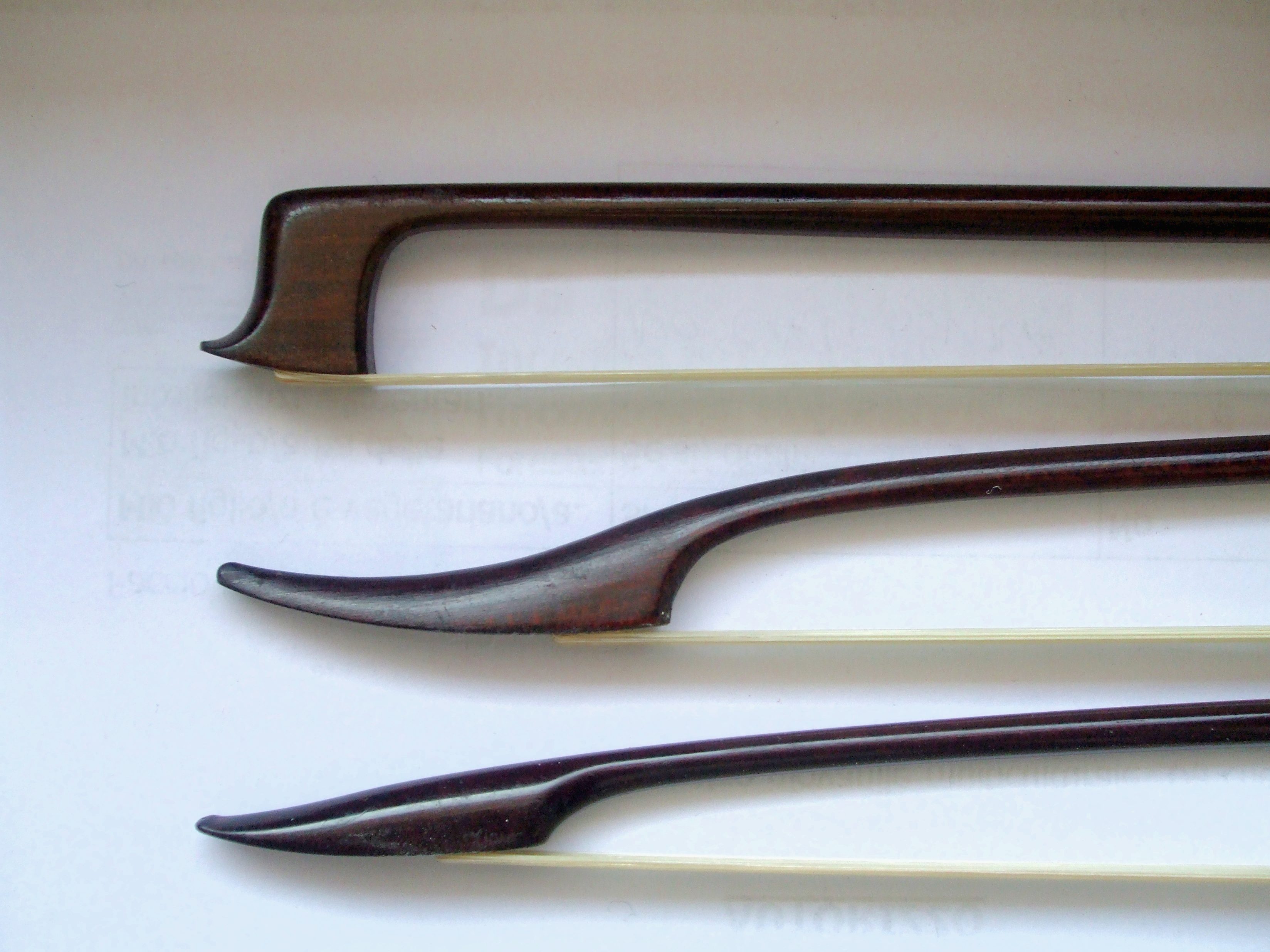
Punte di archi storici da violino a confronto: (dall'alto) François Tourte, fine XVIII sec., francese inizio XVIII sec.; seconda metà XVII secolo.

Il legno dell'arco è sottoposto a forti sollecitazioni, quindi con il tempo e l'uso o la tensione prolungata l'arco può snervarsi e perdere elasticità; in particolare, se mantenuto in tensione per lunghi periodi di tempo, può danneggiarsi; ciò non impedisce però che tutt'oggi siano conservati e siano ancora usati pregiatissimi archi del XVII, XVIII e XIX secolo.
Gli archetti non vengono costruiti dal liutaio, ma da un archettaio, le due professioni sono spesso nettamente separate.

## Arco curvo moderno

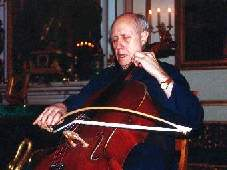
Mstislav Rostropovič con arco BACH 1999

Nel 20º secolo, violinisti e violoncellisti utilizzavano quello che viene chiamato un arco curvo per consentire suoni polifonici sugli strumenti a corda. Famosi strumentisti ad arco come Emil Telmányi, Rudolf Gaehler, Tossy Spivakovsky, Lorin Maazel, Michael Bach, Gustav Rivinius, Janos Starker e  Mstislav Rostropovich, così come compositori come John Cage, Dieter Schnebel, Walter Zimmermann, Hans Zender e  Michael Bach Bachtischa si sono occupati di questa innovazione nel suonare gli strumenti a corda.